# Julia de modo credendi possidendique intra Italiam
Julia de modo credendi possidendique intra Italiam va ser una llei romana que tractava de fer pujar el valor de les finques rústiques a Itàlia, preu que baixava en temps de guerra (en aquest cas per les guerres civils), i per això prohibia donar en usura més d'una part del diners i la resta s'havien d'utilitzar en la compra de possessions i terres dins d'Itàlia. No se'n coneix la data exacta, però va ser al segle i aC, durant les Guerres civils romanes.